# Dimitrie Moga
Dimitrie Moga, též Dumitru Moga (1812 Frata – 7. září 1873), byl rakouský politik rumunské národnosti ze Sedmihradska, v 60. letech 19. století poslanec rakouské Říšské rady.

## Biografie
Hlásil se k rumunské národnosti. Narodil se v obci Frata v komitátu Cojocna. Působil jako politik, jeden z předáků rumunského národního hnutí v Sedmihradsku. Studoval na piaristickém lyceu v Kluži a práva. Působil jako advokát v Târgu Mureș. Před revolučním rokem 1848 byl úředníkem komory v regionu Munții Apuseni. V době svého působení v parlamentu je uváděn jako Demeter Moga, přísedící soudní tabule v Târgu Mureș (Marosvásárhely). V roce 1870 byl jmenován prezidentem královského soudu v Târgu Mureș.
Počátkem 60. let se s obnovou ústavního systému vlády zapojil i do vysoké politiky. V zemských volbách byl zvolen na Sedmihradský zemský sněm. Působil také coby poslanec Říšské rady (celostátního parlamentu Rakouského císařství), kam ho delegoval Sedmihradský zemský sněm roku 1864 (Říšská rada tehdy ještě byla volena nepřímo, coby sbor delegátů zemských sněmů). 12. listopadu 1864 složil slib. Co se týče politické orientace, uváděn byl jako regalista.